# Nông nghiệp ven đô
Nông nghiệp ven đô: Chỉ khu vực nông nghiệp ven các đô thị hay ven các khu công nghiệp, cụm công nghiệp, vùng có đông dân cư. Đặc điểm của nông nghiệp ven đô là ít đất sản xuất trong khi thừa lao động (do lao động nông nghiệp chưa chuyển kịp sang ngành nghề khác bởi nhiều nguyên nhân khác nhau). Nông nghiệp ven đô cực kỳ có ý nghĩa với đô thị, hay khu công nghiệp vì sản phẩm nông nghiệp làm ra sẽ cung cấp trực tiếp cho dân cư vùng đó. Hiện nay vẫn chưa có những nghiên cứu thoả đáng để giải quyết những khó khăn, vướng mắc cho nông nghiệp ven đô.